# Hotel Majestic (Caracas)
El Hotel Majestic de Caracas fue un conocido e histórico hotel capitalino que se comenzó a construir en 1928 y que se inauguró en 1930. La edificación fue diseñada por el arquitecto hispano-venezolano Manuel Mujica Millán y su construcción estuvo a cargo de Eloy María Pérez Betancourt. Fue el edificio más alto de la ciudad, el hotel más lujoso de Caracas y el primer edificio que disponía de ascensor y agua caliente en su grifería.
Entre sus huéspedes más distinguidos estuvieron Carlos Gardel, Aquiles Nazoa, Aldemaro Romero o Alberto Adriani quién falleció en una de sus habitaciones en 1936.

## Historia
El Hotel Majestic se localizaba al frente del Teatro Municipal frente a la antigua plaza de San Pablo en parte de lo que serían después los terrenos de la torre sur del Centro Simón Bolívar.
La construcción le es encargada al arquitecto español Manuel Mujica Millán, quien llegó el 12 de octubre de 1927 y de inmediato se encargó de la obra iniciando así su reconocida labor como arquitecto en Venezuela. Su dueño se ocupó de todos los detalles que hicieron de esta obra un lujoso sitio de encuentro de la crema y nata de la otrora sociedad de América Latina: finos acabados realizados por ebanistas españoles que inmigraron especialmente para otorgar el toque de clase y distinción  que envolvió majestuosamente esa década, permitieron el goce y disfrute de todo el que se hospedó en el hotel que hacía honor a su nombre. La obra queda concluida e inaugurada el 30 de diciembre de 1930. Para la época en que operó el hotel se caracterizó por ser el edificio más alto de la ciudad, así como ser la primera edificación que disponía de ascensor, además de agua caliente en su grifería.
El Majestic fue centro de reunión de la alta sociedad caraqueña, así como lugar de hospedaje de muchos de los artistas que se presentaban en el Teatro Municipal. Entre sus huéspedes más distinguidos estuvieron Carlos Gardel, quien se alojó en el segundo piso en 1935; en el ámbito nacional Aquiles Nazoa tuvo una parte de su vida vinculada al hotel, donde se desempeñó en varios oficios como aprendiz de carpintería, telefonista y botones desde el año 1932 a 1934. A partir de 1942 Aldemaro Romero tocó el piano en el hotel.
El reconocido economista merideño Alberto Adriani Mazzei se trasladó a vivir en el Hotel Majestic cuando fue nombrado Ministro del gobierno de López Contreras en 1936.  Adriani fue encontrado muerto en el Hotel Majestic el 10 de agosto de 1936, a causa de un ataque cardíaco, según reportaron las autoridades. Hubo sucesivamente muchos comentarios sobre su muerte, ya que era un hombre de buena salud y sana fortaleza física. Pedro Pablo Paredes opinó que fue envenenado, supuestamente con substancias que le provocaron un infarto.
Finalmente el hotel cerró sus puertas y el 18 de febrero de 1949 es demolido para dar paso a las obras del Centro Simón Bolívar.